# Лю Чанцин
Лю Чанци́н (кит. трад. 劉長卿, упр. 刘长卿, пиньинь Liú Chángqīng; 709—785) — китайский поэт времен империи Тан.
Годы жизни точно неизвестны. Историки дают разные оценки: между 709 и 790. В 733 сдал экзамены на должность цзиньши. Известно, что в какой-то момент он попал в опалу и был реабилитирован позднее.

## Произведения
Наследие Лю Чанцина составляет около 500 стихотворений 11 из них включены в сборник Триста танских поэм.